# Bukowice (powiat wołowski)
Bukowice – wieś w Polsce położona w województwie dolnośląskim, w powiecie wołowskim, w gminie Brzeg Dolny.

## Podział administracyjny
W latach 1975–1998 miejscowość należała administracyjnie do województwa wrocławskiego.

## Nazwa
W księdze łacińskiej Liber fundationis episcopatus Vratislaviensis (pol. Księga uposażeń biskupstwa wrocławskiego) spisanej za czasów biskupa Henryka z Wierzbna w latach 1295–1305 miejscowość wymieniona jest w zlatynizownej formie Buccowetz.

## Park Przemysłowy
Park Przemysłowy Bukowice położony jest przy skrzyżowaniu drogi nr 340 Wołów - Oborniki Śląskie z drogą Brzeg Dolny - Żmigród i jest w pełni uzbrojonym technicznie terenem o powierzchni ponad 100 ha, przeznaczonym pod obiekty produkcyjne, usługowe oraz związane z logistyką i dystrybucją. Do parku doprowadzone są: linie elektroenergetyczne 6 kV i 110 kV, wodociąg Ø 110, gazociąg wysokiego ciśnienia Ø 250, sieć kanalizacji sanitarnej Ø 200 oraz linie telefoniczne i światłowodowe, istnieje też możliwość doprowadzenia pary przegrzanej. Przewidziany w planie miejscowym wskaźnik intensywności wykorzystania terenów wynosi 80%, a dopuszczalna wysokość zabudowy 20 m (możliwość realizacji silosów, masztów itp.). Park posiada dostęp do pobliskich linii kolejowych (dwie bocznice oraz rampy kolejowe); ponadto w pobliżu zlokalizowane jest składowisko odpadów ciężkich (na terenie PCC Rokita S.A.). Gmina Brzeg Dolny udziela wieloletnich ulg podatkowych podmiotom inwestującym na jego terenie.